# Ibérie (duché)
Pour les articles homonymes, voir Ibérie.
Le duché d’Ibérie (en grec θέμα 'Ιβηρίας) est une unité administrative et militaire de l’Empire byzantin située à l’extrême nord-est de l’empire. Le duché regroupa des régions des Caucases georgiens jusqu’en Arménie centrale.
Sa population est multiethnique, avec une majorité d'Arméniens, dont un nombre important de Chalcédoniens auxquels les Byzantins contemporains appliquent par extension l'ethnonyme « Ibères », la désignation gréco-romaine des Géorgiens.

## Fondation
La fondation du duché est due à la longue histoire de relations entre l’empire byzantin et la branche ibère de la famille Bagratide qui, à cette époque, est établie en Arménie ainsi que dans les Caucases. Dès le IXe siècle, la principauté bagratide ibère fait allégeance aux Byzantins pour combattre l’émirat arabe de Théodosioupolis. Dû à cette relation, les Bagratides sont largement responsables de la défense de la région et des intérêts de l’Empire dans celle-ci. Cette relation est maintenue entre les deux parties jusqu’au Xe siècle à travers l’octroi régulier du titre de curopalate à l’un des membres de la famille Bagratide.
À travers le siècle qui suit, la principauté Bagratide s’agrandit et se diversifie. En 961, David Ⅲ, un membre d'une branche junior de la famille Bagratide régne sur le Tao Ibère, un territoire un plus à l'est de Trébizonde et de Théodosioupolis. Ce même personnage est à l’époque hautement impliqué dans les affaires byzantines. En 976, il aide le nouvel empereur Basil Ⅱ à contrer une révolte menée par Bardas Skleros ce qui lui gagne le titre de curopalate ainsi qu’un regroupement de terres sur la frontière arméno-byzantine incluant la ville importante de Mantzikert. Toutefois, en 989/990, David supporte Bardas Phokas dans une autre révolte contre l’empereur Basil Ⅱ. Lorsque Bardas Phokas est vaincu, David est contraint à promettre son héritage à Basil à la place de Bagrat Ⅲ, roi des Apkhazes, en faisant de Basil Ⅱ son neveu. À sa mort en l’an 1000, Basil Ⅱ hérite donc des terres de David et celles-ci forment le centre initial du futur duché d’Ibérie.
La date de fondation du duché est encore controversée. Il est probablement organisé en tant que thème peu de temps après la mort de David Ⅲ, probablement lors de la campagne de Basil Ⅱ dans la région en 1001. Dans tous les cas, il est certainement créé avant 1022, puisque celui-ci est consolidé lors de la guerre contre Georges Ier, roi des Ibères. Cette même guerre permet d’affirmer l’autorité byzantine dans toute la région et mène à l'annexion de plusieurs autres royaumes dans la région, tels que le Vaspurakan. Le territoire est ensuite transformé en duché en 1025/1027,.

## Évolution

L'Empire byzantin en 1025.

Sous le contrôle byzantin, les frontières du duché d’Ibérie se voient rapidement agrandies. Comme mentionné auparavant le thème est initialement organisé autour des terres de Tao, l’héritage de David. Comme plusieurs des autres territoires conquis lors du Ⅹe siècle, la région est organisée sous une nouvelle forme de thème. Plus petit et centré autour d’une forteresse, initialement centré sur Olsiti et vers 1018 réorganisé autour de la forteresse restaurée de Théodosioupolis. C’est la mort de Basil Ⅱ en 1025 qui marque la fin des grandes conquêtes byzantine et avec celle-ci, les petits thèmes orientaux créés lors des conquêtes sont réorganisés en plus grands duchés capables de réunir de plus grandes forces armées afin de mieux combattre les raids frontaliers. C’est à ce moment que l’Ibérie devient véritablement un duché.
La campagne de 1022 contre le roi géorgien George 1 marque le premier moment où le duché d’Ibérie se voit élargi. Soudainement, le duché ne comprend plus seulement les terres héritées de David Ⅲ, mais aussi une frontière poussée plus loin à l'est vers les Caucases du royaume géorgien. De plus, en se positionnant contre le roi ibère, Basil Ⅱ se rallie, entre autres, à d'autres principautés et royaumes bagratides qui s’opposaient au nouveau royaume géorgien. Parmi eux, le royaume de Sirak qui inclut l’importante ville d’Ani. Yovhannēs Smbat, le roi d’Ani à cette époque avait déjà été attaqué par George Ⅰer dans les années qui ont précédé l’invasion byzantine d’Ibérie et avait même été capturé avant d’être forcé à donner plusieurs forteresses à George Ⅰer. Lorsque Basil Ⅱ ressort victorieux de sa campagne d’Ibérie, Yovhannēs lui offre l’héritage de son royaume en guise de remerciements. L’entente est toutefois retardée dû à la mort de Basil Ⅱ en 1025. Cette complication explique pourquoi même à la mort de Yovhannēs Smbat en 1040 le royaume n’est pas directement annexé par les Byzantins. L’entente reste toutefois le point de départ légal qui justifie l'annexion éventuelle du royaume. C’est seulement en 1045 que Constantin Ⅸ finit par annexer officiellement le royaume de Sirak en y à travers une opération militaire dans la région et, par le fait même, celui-ci est ajouté au duché d’Ibérie. Par la suite, l’administration du duché se recentre sur Ani.

## La fin de l'Ibérie byzantine
Déjà dans les années 1020, les frontières des royaumes bagratides ibères et surtout arméniens sont menacées par les premières attaques turques. Plusieurs cherchent donc déjà à se rallier à l'état puissant qu'était l'Empire byzantin au début du Ⅺe siècle. Parmi ceux-ci, le roi Sénécherim du royaume du Vaspurakan, au sud du duché d’Ibérie, donne son royaume à l’Empire byzantin afin d’obtenir des terres plus éloignées de la frontière dans le thème de Sébastée. Ceci indique déjà l’incapacité de ces royaumes à se défendre de ce qui va éventuellement devenir les attaques seldjoukides. Pendant longtemps, les royaumes ibères et arméniens avaient agi comme une sorte de zone tampon entre l’Empire byzantin et ses ennemis orientaux, initialement arabes et, à partir du milieu du Ⅺe siècle, turcs. L'annexion de tous les territoires ibères et arméniens transforme donc ces territoires en principaux centres militaires de l'Anatolie ce qui a comme résultat initiale, la démilitirisation progressive de l'intérieur de l'Anatolie.
Les Turcs étaient toutefois des adversaires très différents des Arabes. Après leur arrivée à Bagdad en 1055, ils continuent leur route vers la Syrie afin de continuer leur conquête en territoire arabe contre le califat fatimide. En même temps, des bandes de turcomans pénètrent en Anatolie où ils conduisent des raids fréquents dans les régions de l’Anatolie nouvellement conquises par les Byzantins. Ces territoires, incluant le duché d’Ibérie, étaient mal équipés pour faire face aux raids turcomans puisqu’ils étaient organisés autour de villes garnison, ce qui rendait l’armée byzantine statique. De plus, la crise politique prenant place au même moment à Constantinople entre les grandes familles aristocratiques byzantines rendit les réactions de la capitale plus lentes et mena à une sous-estimation de la menace seldjoukide.
Déjà en 1054, les Turcs assiègent la ville de Mantzikert. Ils sont repoussés par un général Géorgien, Basile Apokapès. Les raids ne s'arrêtent pas là. En 1064, la ville d’Ani est prise par les Turcs seldjoukides. À ce moment, le centre d’administration du duché d’Ibérie est déplacé à Kars, provenant du royaume de Vanand nouvellement acquis la même année, lorsque le roi Gagik-Abas décide de léguer son royaume à l’Empire afin d’obtenir des terres en Cappadoce et de s’échapper de la menace turque. Toutefois, cette nouvelle acquisition n'empêche aucunement les turques Seldjoukides à pénétrer l'intérieur de l’Empire byzantin. En effet, Kars est rapidement conquis par les Seldjoukides seulement deux ans plus tard en 1066. Le duché d’Ibérie, toutefois, ne disparaît pas immédiatement. En effet, un manuscrit évangélique provenant du Taron vers 1067/1068 après la perte d’Ani et de Kars, communique qu’il y avait encore des traces d’administration dans les régions plus récentes de l’empire. C’est seulement à la suite de la défaite de Mantzikert en 1071 que l’Empire byzantin se retrouve dans l’incapacité de défendre ses intérêts sur le front oriental. Le duché d’Ibérie disparaît officiellement dans la décennie qui suit.

## Administration
Il est difficile de déterminer exactement comment l’Ibérie byzantine fut initialement administrée, puisqu’il n’y a aucune indication dans les sources de la nomination de quelconque commandant en Ibérie avant 1025. De plus, c’est seulement à la suite de la fin de la campagne de Basil Ⅱ en Bulgarie que l’Empire semble vouloir consolider ses gains territoriaux en Orient. Ce qui caractérise l’administration de l’Ibérie ainsi que les autres régions frontalières de la même époque est toutefois le système de duché implanté pour administrer la région. Contrairement aux thèmes, les duchés étaient plus gros et assuraient l’administration de plusieurs petits thèmes par un duc. Ceci permet au gouvernement central à Constantinople de mieux contrôler ces territoires loin de la capitale plus à risque de révoltes internes et en même temps de regrouper de plus grandes armées capables de faire face aux menaces externes.
Déjà avant l’annexion du Tao ibère, l’utilisation du système de duché pour administrer les régions frontalières avait déjà débuté. En effet, le duché de Chaldée, souvent associé au duché d’Ibérie, était déjà sous contrôle d’un duc lors du règne de Nikephoros Phocas en 963-969, avant même le règne de Basil Ⅱ. Toutefois, la position de duc de Chaldée ne semble pas avoir été permanente puisqu’il n’y a qu’une seule indication d’un duc de Chaldée lors du règne de Basil Ⅱ. Il semble plutôt que la création du duché d’Ibérie ait en quelque sorte remplacé le rôle de protection de la frontière qu’avait le duché de Chaldée.
Naturellement, le rôle du duché dans l’empire était premièrement militaire. C'est d'ailleurs l’importance militaire de la région qui explique pourquoi la plupart des ducs d’Ibérie ou même du Vaspurakan étaient des vétérans de la guerre dans les Balkans qui avait été mené tout au long du règne de Basil  Ⅱ. Parmi ceux-ci, il y avait à la fois des Byzantins, mais aussi des Bulgares commandant loin de chez eux afin de restreindre les possibilités de révolte. Certains, pouvaient aussi être recrutés parmi la population locale, qui était déjà accoutumée aux circonstances militaires de la région. Malgré ceci, la situation politique trouble à Constantinople dans les mêmes années a aussi beaucoup influencée sur la gouvernance du duché dans les années suivant la mort de Basil Ⅱ. En effet, les ducs et les gouverneurs étaient fréquemment remplacés par peur que l’un d’eux puisse menacer le pouvoir central de l’empire. Ceci fait en sorte que le duché d’Ibérie a été sujet à un haut taux de roulement de ducs à travers son histoire sous contrôle byzantin, chose qui a certainement été aggravée par la situation de guerre créée par l'arrivée des Seldjoukides.

## Évolution sociale sous l’Empire byzantin
Un défi important auquel fesait face l’Empire byzantin en ce qui a trait à l’administration civile des provinces caucasiennes et arméniennes est la diversité de cette même population. Une population possédant des coutumes et des croyances différentes , dont une grande population monophysite, et souvent, des populations qui ne parlent pas le grec. Le duché d’Ibérie, possédait une population ibère mais aussi arménienne ainsi qu’une population musulmane autour de Mantzikert. Toutefois, contrairement à plusieurs des autres provinces annexées plus tôt à travers le Ⅹe siècle, le duché d’Ibérie n’est pas sujet à une migration massive des populations. Malgré ceci, l’administration locale du duché semble avoir été principalement gérée par des autorités locales, ce qui implique une certaine accommodation de la part de l’empire envers les populations conquises. Cette accommodation possède toutefois des limites, puisque l’empire ne s’empêchait pas d’attaquer ces mêmes populations lors de leur conquête, comme lors de l’annexion du royaume de Sirak en 1045.
Le principal changement dans la composition de la population du duché est la division de l’aristocratie locale Ibère. C’est un phénomène partagé par plusieurs des territoires arméniens et ibères qui finissent sous le contrôle de l’Empire Byzantin pendant le Ⅺe siècle. Afin d’assurer la loyauté des populations locales, l’administration des duchés est retirée des grandes familles locales en déplaçant les élites vers des terres plus riches et sécuritaires à l’intérieur de l’Anatolie. Ce choix peut être volontaire de la part des rois locaux, comme ce fut le cas à Kars ou au Vaspurakan. Ce n'est toutefois pas tous les seigneurs locaux qui acceptent la domination byzantine ; parmi ceux-ci, plusieurs se réfugient dans le nouveau royaume de Géorgie. Ceci rend la société d’Ibérie plus vulnérable lorsqu’arrive l’invasion Seldjoukide puisque la société se retrouve sans direction.

## Croissance économique
Comme le reste de l’Europe, le début du Ⅺe siècle est un point marquant de croissance économique pour l’Empire byzantin dans son ensemble. Ceci est dû principalement à l’optimum climatique du début du millénaire qui permet une croissance démographique accrue ainsi qu’une hausse de la productivité agricole. L’Anatolie, le centre de l’empire depuis plus de trois siècles, en a bénéficié le plus. Entre autres, la région de Trébizonde devient plus importante dû à l’augmentation du commerce maritime à travers la mer Noire. Le duché d’Ibérie profite particulièrement de la croissance de Trébizonde, ayant plusieurs villes importantes comme centre commercial de la région et donnant un accès plus direct au commerce caucasien à travers les grandes routes commerciales passant par des villes ibères telles que Ani, Kars, Théodosioupolis et Mantzikert.